# Noblella coloma
Noblella coloma es una especie de anfibio anuro de la familia Craugastoridae.

## Distribución geográfica
Esta especie es endémica de la provincia de Pichincha en Ecuador. Habita entre los 1800 y 2000 m sobre el nivel del mar en la vertiente occidental de la Cordillera Occidental.

## Descripción
El holotipo masculino mide 14 mm y el paratipo femenino mide 16 mm.

## Etimología
Esta especie lleva el nombre en honor a Luis Aurelio Coloma.

## Publicación original
- Guayasamin & Terán-Valdez, 2009: A new species of Noblella (Amphibia: Strabomantidae) from the western slopes of the Andes of Ecuador. Zootaxa, n.º 2161, p. 47-59[3]